# Дан Гелдяну
Константін Дан Гелдяну (рум. Constantin Dan Găldean; нар. 18 травня 1974, Себеш, Румунія) — румунський футболіст та тренер, виступав на позиції півзахисника.

## Життєпис
Народився в Себеші. З 1995 по 2001 роки виступав у румунських клубах «Мінаур» (Златна) та «Газ Метан».
У 2001 році переїхав до України, де підписав контракт з вищоліговим дніпропетровським «Дніпром». Дебютував у футболці «дніпрян» 4 серпня 2001 року в нічийному (0:0) домашньому поєдинку 5-го туру проти олександрійської «Поліграфтехніки». Дан вийшов на поле на 55-й хвилині, замінивши Олега Шелаєва. Єдиним голом у складі «Дніпра» відзначився 16 вересня 2001 року на 85-й хвилині переможного (2:1) поєдинку 10-го туру Вищої ліги проти столичного ЦСКА. Гелдяну вийшов на поле на 58-й хвилині, замінивши Володимира Мазяра. У складі «Дніпра» у Вищій лізі зіграв 8 матчів та відзначився 1 голом, ще по 2 поєдинки провів у кубку України та єврокубках. Також по 1 поєдинку зіграв у складі фарм-клубів «дніпрян», у «Дніпрі-2» та «Дніпрі-3». У 2002 році перейшов до іншого клубу Дніпропетровщини, криворізького «Кривбасу». Дебютував у футболці криворожан 16 березня 2002 року в програному (0:2) виїзному поєдинку 14-о туру Вищої ліги проти свого колишнього клубу, дніпропетровського «Дніпра». Дан вийшов на поле на 57-й хвилині, замінивши Андрія Аніщенка. У складі «Кривбасу» зіграв 4 матчі.
У 2002 році повернувся до Румунії, де підписав контракт з місцевим клубом «Апулум». З 2005 по 2006 року виступав у клубах «Політехніка» та «Університатя». У 2006 році підсилив склад «Жиула Петрошани», а в 2007 році — «Унирі». Завершував кар'єру гравця в нижчолігових румкнських клубах «Арад» (2009) та «Національ Себиш» (2010). Після невеликої паузи був призначений головним тренером клубу з Себиша (2013 рік).